# 時新快餐店

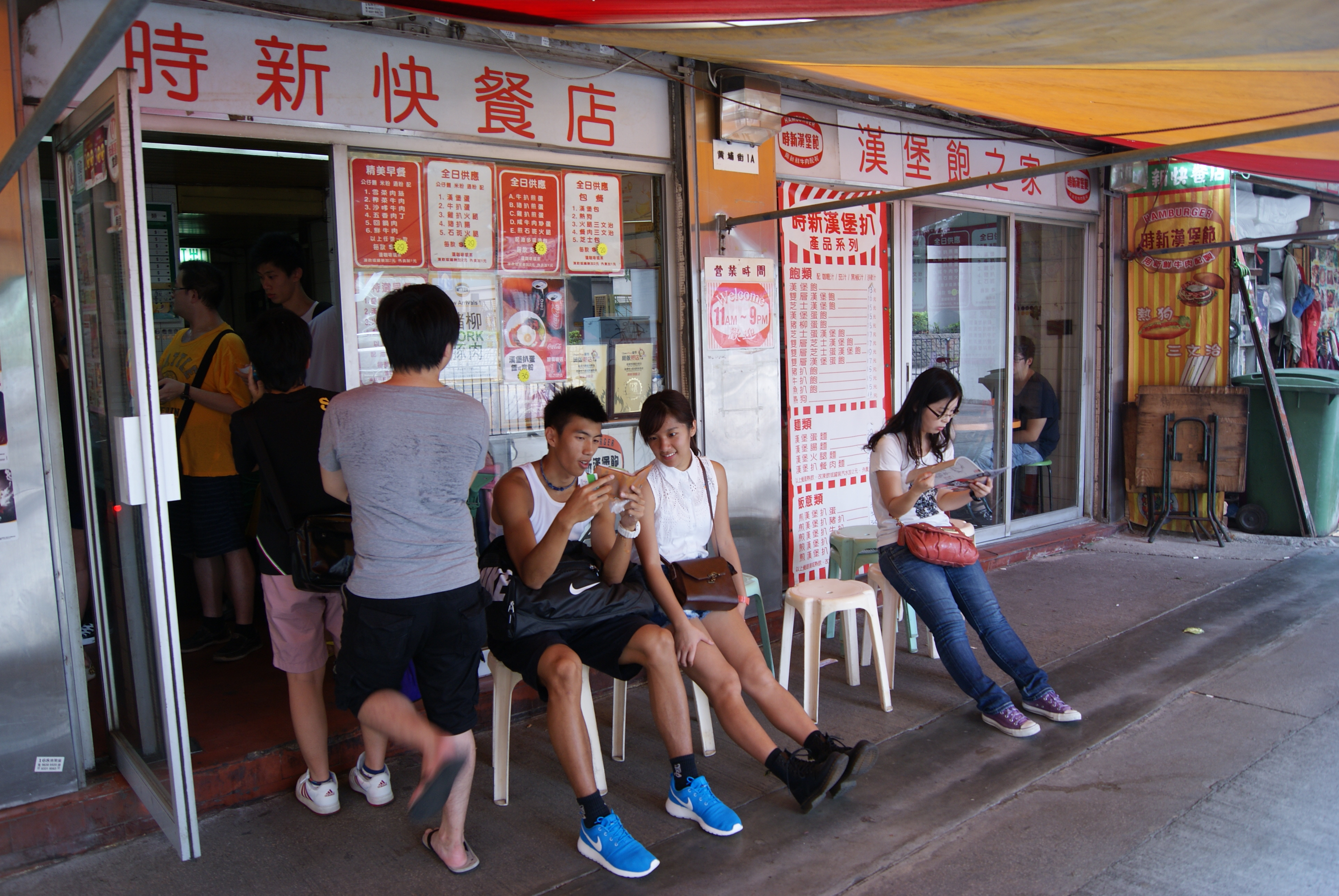
昔日位於九龍紅磡黃埔街的時新快餐店

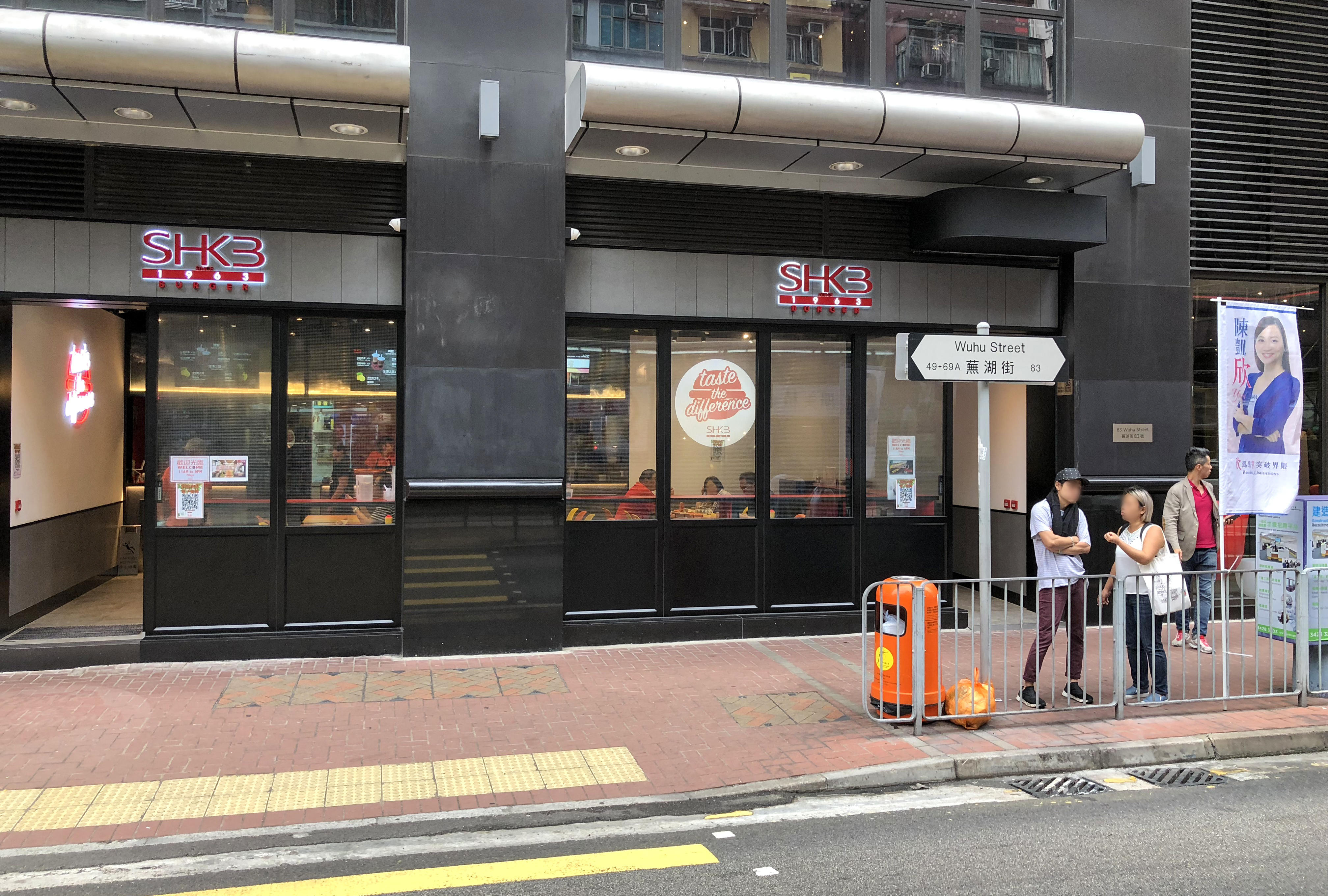
位於蕪湖街的SSHKB1963（已結業）

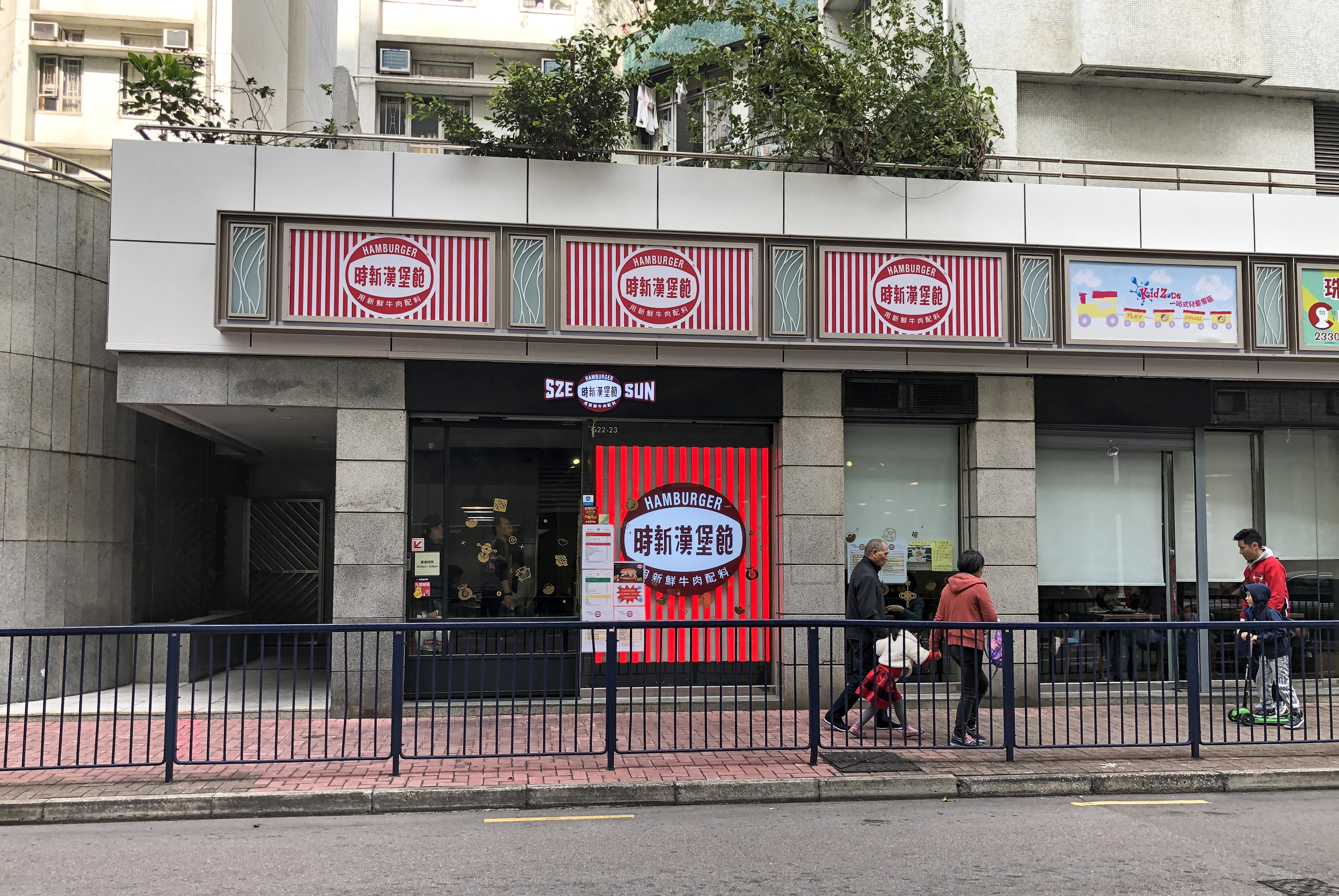
位於紅磡黃埔新天地第12期家居庭德康街的時新漢堡飽

時新快餐店，簡稱時新，是位於九龍紅磡一間歷史較悠久的港式快餐店，由鍾冠球先生於1963年創立，是港式漢堡包的始祖，吸引不少香港人及遊客慕名惠顧。舊店因家族糾紛及區內重建關係，已於2017年8月底結束營業，而兩名各佔一半同等股權的合夥人兼兄弟鍾奇清及鍾奇濤亦同時終止合作。及後鍾奇濤（二哥）於2018年3月在紅磡黃埔新天地12期家居庭德康街地鋪以「時新漢堡飽」名義重開，並由他全資擁有及管理。隨後，鍾奇清（大哥）於同年8月在紅磡舊鋪附近蕪湖街83號以「SHKB1963」名義重開，「本是同根生」的時新快餐店正式一分為二，惟該店已在2021年結業。

## 歷史
時新快餐店昔日位於九龍紅磡黃埔街1A，是全港首間引入漢堡包的食店，由鍾冠球先生於1965年創立。
時新快餐店初期名為「時新士多」。主要售賣汽水、小食，而那時還未曾引入其稍後的招牌港式漢堡包。該快餐店室內仍維持1970年代至1980年代的典型港式快餐店裝璜，例如橙色防火板及圓角檯面等。店內約可容納廿多人用膳。廚房為開放式設計，顧客先向廚房點選食物／飲料，並即時付費，待廚房方面完成製作有關食物／飲料後由顧客自行上前取用。
港式漢堡包當時名為「雜港包」，所採用的漢堡扒當初以牛肉、豬肉和雞肉攪拌配製，包餅也是店方自家烘製；直到70年代當麥當勞快餐店打入香港市場後，雜港包改名為「漢堡包」。另外為了增加食品製作效率，漢堡扒遂改為以純牛肉配製，包餅則改為向嘉頓採購。

## 另見
- 譚仔雲南米線：香港另一所家族生意因理念不同分家的食店

## 外部連結
- 時新漢堡飽 - Openrice （页面存档备份，存于）
- 時新漢堡飽的Facebook專頁